# Elecciones estatales de Nuevo León de 2012
Las Elecciones estatales de Nuevo León de 2012 se llevaron a cabo el domingo 1 de julio de 2012, simultáneamente con las Elecciones presidenciales y en ellas se renovaron los titulares de los siguientes cargos de elección popular del estado mexicano de Nuevo León:
- 51 Ayuntamientos. Formados por un Presidente Municipal y regidores, electos para un periodo de tres años, no reelegibles de manera consecutiva.
- 42 Diputados al Congreso del Estado. 26 electos por mayoría relativa elegidos en cada uno de los Distritos electorales, y 16 electos por el principio de representación proporcional.

También el 1 de julio de 2012 el Estado de Nuevo León participó en las elecciones a nivel federal para elegir:
- Presidente de México: En el estado se eligió un candidato a la presidencia de México, en Nuevo León el candidato ganador a la presidencia fue Josefina Vázquez Mota del PAN y a nivel nacional el candidato electo fue Enrique Peña Nieto de la coalición Compromiso por México.
- 4 Senadores federales: Se eligieron 4 Senadores Federales por un periodo de 6 años, de los cuales 2 son elegidos de manera directa en el Estado, las senadoras Marcela Guerra e Ivonne Álvarez del PRI resultaron ganadoras en las elecciones al senado; el tercer senador fue otorgada al candidato de Primera Fórmula del partido político que obtuvo el segundo lugar de votos, en este caso el candidato que se le otorgó el puesto senador fue Raúl Gracia del PAN; y por último el cuarto senador fue elegido bajo el principio de manera proporcional, es este caso el senador elegido de forma proporcional fue Cristina Díaz Salazar
- 17 diputados federales: se eligieron 17 diputados federales por un periodo de 3 años, de los cuales 12 son elegidos directamente en los 12 distritos electorales federales, de los cuales 6 distritos los ganó el PRI y 6 el PAN[4] y 5 son elegidos bajo el principio de manera proporcional, de los cuales 3 los ganó el PAN, 1 el PVEM y 1 el PT.

## Elecciones

### Elecciones Federales

#### Elecciones Presidenciales en Nuevo León
El 1 de julio de 2012, se llevaron a cabo elecciones federales a nivel nacional organizadas por el IFE para elegir al Presidente de México. En el estado de Nuevo León los resultados fueron:
|  | 39.84 % |

|  | 33.08 % |

|  | 22.01 % |

|  | 3.10 % |

|  | 1.87 % |

La candidata presidencial electa en Nuevo León fue Josefina Vázquez Mota y a nivel nacional el candidato electo fue Enrique Peña Nieto de la coalición Compromiso por México.

#### Elecciones al Senado en Nuevo León
El 1 de julio de 2012, se llevaron a cabo elecciones federales a nivel nacional organizadas por el IFE para elegir 4 Senadores para representar al Estado de Nuevo Léon, de los cuales 2 son elegidos de manera directa, 1 al candidato de primera Fórmula del partido que quedó en segundo lugar en la elección y otro de manera proporcional. En el estado de Nuevo León los resultados fueron:
|  | 36.30 % |

|  | 37.12 % |

|  | 13.71 % |

|  | 2.24 % |

|  | 4.81 % |

|  | 5.65 % |

Las candidatas ganadoras fueron Marcela Guerra e Ivonne Alvárez del PRI. En estas elecciones la diferencia en porcentaje entre el PRI  y el PAN fue de 0.82% lo que equivale a una diferencia de votos fue de 15,965 votos.
La tercera senaduría es otorgada al candidato de Primera Fórmula del partido político que tuvo el segundo lugar en las elecciones, en este caso la tercera senaduría fue otorgada a Raúl Gracia del Partido Acción Nacional.
La cuarta senaduría es elegido a través de una lista de 32 senadores que son asignados por representación proporcional de acuerdo con el número de votos obtenidos por cada partido político en la elección nacional, en este caso la cuarta senaduría fue otorgada a Cristina Díaz Salazar del PRI.

#### Elecciones para la Cámara de Diputados
El 1 de julio de 2012, se llevaron a cabo elecciones federales a nivel nacional organizadas por el IFE para elegir 17 diputados federales, de los cuales 12 son elegidos de manera directa en los doce distritos electorales federales y 5 elegidos de manera proporcional. En los doce distritos del estado de Nuevo León los resultados fueron:
|  | 53.66 % |

|  | 27.95 % |

|  | 11.14 % |

|  | 3.78 % |

|  | 32.52 % |

|  | 47.63 % |

|  | 12.57 % |

|  | 4.94 % |

|  | 39.93 % |

|  | 43.21 % |

|  | 11.71 % |

|  | 2.75 % |

|  | 53.41 % |

|  | 26.00 % |

|  | 13.49 % |

|  | 4.38 % |

|  | 29.67 % |

|  | 48.20 % |

|  | 15.89 % |

|  | 3.03 % |

|  | 46.99 % |

|  | 33.28 % |

|  | 12.62 % |

|  | 3.81 % |

|  | 41.02 % |

|  | 35.99 % |

|  | 15.00 % |

|  | 4.86 % |

|  | 43.07 % |

|  | 35.63 % |

|  | 13.66 % |

|  | 4.87 % |

|  | 25.31 % |

|  | 48.40 % |

|  | 10.91 % |

|  | 11.49 % |

|  | 40.13 % |

|  | 39.40 % |

|  | 13.63 % |

|  | 3.15 % |

|  | 36.45 % |

|  | 41.93 % |

|  | 13.66 % |

|  | 4.78 % |

|  | 31.46 % |

|  | 46.05 % |

|  | 15.27 % |

|  | 4.48 % |

De los 17 diputados federales, 5 son elegidos bajo un sistema de representación proporcional.

### Elecciones Estatales

#### Elecciones Municipales
| Partido/Coalición                                 | Partido/Coalición                               | Municipios |
| ------------------------------------------------- | ----------------------------------------------- | ---------- |
|                                                   | Partido Acción Nacional                         | 13         |
|                                                   | Compromiso por Nuevo León PRI - PVEM - PCC - PD | 1          |
|                                                   | Compromiso por Nuevo León PRI - PVEM - PD       | 32         |
|                                                   | Partido de la Revolución Democrática            | 2          |
|                                                   | Partido del Trabajo                             | 3          |
|                                                   | Nueva Alianza                                   | 1          |
|                                                   | Movimiento Ciudadano                            | 0          |
| Fuente: Comisión Estatal Electoral de Nuevo León. |                                                 |            |

##### Elecciones en el Área Metropolitana de Monterrey
Lista de Alcaldes electos en los municipios que conforman el Área Metropolitana de Monterrey en 2012
| Municipio                | Alcalde                              | Partido             |
| Monterrey                | Margarita Alicia Arellanes Cervantes |                     |
| Guadalupe                | César Garza Villarreal               |                     |
| Apodaca                  | Raymundo Flores Elizondo             |                     |
| San Nicolás de los Garza | Pedro Salgado Almaguer               |                     |
| Santa Catarina           | Víctor Manuel Pérez Díaz             |                     |
| Juárez                   | Rodolfo Ambriz Oviedo                |                     |
| General Escobedo         | César Cavazos Caballero              |                     |
| García                   | Jesús Hernández Martínez             |                     |
| San Pedro Garza García   | Ugo Ruiz Cortes                      |                     |
| Cadereyta Jímenez        | Emeterio Arizpe                      |                     |
| Santiago                 | Homar Almaguer Salazar               | Partido del Trabajo |
| Salinas Victoria         | Heliodoro Gerardo Treviño Gutiérrez  |                     |

###### Monterrey
El 1 de julio del 2012 se eligió Alcalde para el municipio de Monterrey, la candidata ganadora fue Margarita Arellanes Cervantes del PAN
|  | 51.7 % |

|  | 34.9 % |

|  | 3.9 % |

|  | 3.5 % |

|  | 1.1 % |

|  | 1.6 % |

|  | 3.3 % |

###### Apodaca
El 1 de julio de 2012 en el municipio de Apodaca se eligió alcalde por un periodo de 3 años, el candidato ganador fue Raymundo Flores Elizondo del PRI.
|  | 26.4 % |

|  | 59.6 % |

|  | 5.1 % |

|  | 2.7 % |

|  | 3.6 % |

|  | 2.4 % |

###### General Escobedo
El 1 de julio de 2012 se llevaron a cabo elecciones para Alcalde en el municipio de Escobedo, el candidato ganador fue César Cavazos Caballero del PRI.
|  | 31.5 % |

|  | 52.3 % |

|  | 5.8 % |

|  | 4.2 % |

|  | 3.4 % |

|  | 2.9 % |

###### García
|  | 29.9 % |

|  | 48.5 % |

|  | 13.1 % |

|  | 2.6 % |

|  | 1.2 % |

|  | 1.9 % |

|  | 2.9 % |

###### Guadalupe
|  | 39.0 % |

|  | 46.8 % |

|  | 4.4 % |

|  | 3.4 % |

|  | 0.6 % |

|  | 2.9 % |

|  | 3.0 % |

###### Juárez
|  | 45.5 % |

|  | 41.6 % |

|  | 3.9 % |

|  | 2.5 % |

|  | 1.0 % |

|  | 3.1 % |

|  | 2.5 % |

###### Santa Catarina
|  | 48.1 % |

|  | 34.6 % |

|  | 4.0 % |

|  | 3.5 % |

|  | 1.8 % |

|  | 4.6 % |

|  | 3.4 % |

###### San Nicolás de los Garza
|  | 62.1 % |

|  | 22.7 % |

|  | 6.8 % |

|  | 3.2 % |

|  | 2.8 % |

|  | 2.4 % |

###### San Pedro Garza García
|  | 62.6 % |

|  | 28.4 % |

|  | 1.6 % |

|  | 0.9 % |

|  | 3.1 % |

|  | 1.7 % |

|  | 1.8 % |

### Elecciones al Congreso del Estado de Nuevo León
En esta elección se eligieron 26 diputados estatales que representan los 26 distritos electorales estatales del Estado de Nuevo León, los resultados fueron los siguientes:
|  | 41.1 % |

|  | 38.2 % |

|  | 5.7 % |

|  | 5.6 % |

|  | 1.1 % |

|  | 4.4 % |

|  | 24.8 % |

|  | 45.6 % |

|  | 4.6 % |

|  | 15.4 % |

|  | 0.7 % |

|  | 3.8 % |

|  | 43.1 % |

|  | 34.0 % |

|  | 6.5 % |

|  | 6.0 % |

|  | 1.0 % |

|  | 5.1 % |

|  | 52.1 % |

|  | 29.9 % |

|  | 6.5 % |

|  | 3.2 % |

|  | 1.5 % |

|  | 3.0 % |

|  | 41.2 % |

|  | 39.4 % |

|  | 6.7 % |

|  | 3.8 % |

|  | 1.5 % |

|  | 3.8 % |

|  | 41.1 % |

|  | 37.6 % |

|  | 7.4 % |

|  | 3.8 % |

|  | 1.5 % |

|  | 4.7 % |

|  | 50.7 % |

|  | 24.4 % |

|  | 12.1 % |

|  | 2.9 % |

|  | 2.9 % |

|  | 4.2 % |

|  | 50.3 % |

|  | 30.2 % |

|  | 6.3 % |

|  | 2.7 % |

|  | 2.7 % |

|  | 3.5 % |

|  | 60.3 % |

|  | 21.2 % |

|  | 7.1 % |

|  | 3.3 % |

|  | 1.0 % |

|  | 4.1 % |

|  | 55.5 % |

|  | 24.9 % |

|  | 7.6 % |

|  | 3.6 % |

|  | 1.0 % |

|  | 4.1 % |

|  | 53.5 % |

|  | 28.6 % |

|  | 6.7 % |

|  | 3.3 % |

|  | 1.1 % |

|  | 3.9 % |

|  | 43.8 % |

|  | 35.5 % |

|  | 6.7 % |

|  | 3.4 % |

|  | 1.0 % |

|  | 5.8 % |

|  | 34.1 % |

|  | 44.9 % |

|  | 5.8 % |

|  | 3.9 % |

|  | 1.2 % |

|  | 6.6 % |

|  | 41.6 % |

|  | 38.4 % |

|  | 5.6 % |

|  | 5.1 % |

|  | 1.1 % |

|  | 4.7 % |

|  | 44.4 % |

|  | 36.0 % |

|  | 7.0 % |

|  | 3.4 % |

|  | 1.0 % |

|  | 4.7 % |

|  | 31.7 % |

|  | 49.0 % |

|  | 5.9 % |

|  | 3.6 % |

|  | 0.8 % |

|  | 6.1 % |

|  | 36.2 % |

|  | 44.7 % |

|  | 6.5 % |

|  | 4.8 % |

|  | 0.7 % |

|  | 4.1 % |

|  | 63.7 % |

|  | 23.7 % |

|  | 3.0 % |

|  | 2.2 % |

|  | 1.8 % |

|  | 2.4 % |

|  | 45.2 % |

|  | 30.6 % |

|  | 5.3 % |

|  | 5.0 % |

|  | 1.7 % |

|  | 8.2 % |

|  | 29.5 % |

|  | 36.7 % |

|  | 14.0 % |

|  | 7.3 % |

|  | 1.5 % |

|  | 7.8 % |

|  | 30.1 % |

|  | 46.4 % |

|  | 3.7 % |

|  | 12.2 % |

|  | 0.3 % |

|  | 4.3 % |

|  | 39.5 % |

|  | 42.4 % |

|  | 4.2 % |

|  | 3.9 % |

|  | 1.1 % |

|  | 5.9 % |

|  | 29.3 % |

|  | 41.4 % |

|  | 3.1 % |

|  | 16.8 % |

|  | 0.8 % |

|  | 5.2 % |

|  | 21.3 % |

|  | 61.9 % |

|  | 2.4 % |

|  | 3.9 % |

|  | 0.4 % |

|  | 5.2 % |

|  | 13.7 % |

|  | 33.8 % |

|  | 1.0 % |

|  | 3.5 % |

|  | 0.3 % |

|  | 44.1 % |

|  | 27.4 % |

|  | 48.4 % |

|  | 2.6 % |

|  | 10.1 % |

|  | 0.3 % |

|  | 6.8 % |

|  | 40.6 % |

|  | 37.6 % |

|  | 6.1 % |

|  | 5.2 % |

|  | 1.1 % |

|  | 5.9 % |

#### Diputados electos por el sistema de representación proporcional
De los 26 diputados elegidos en los 26 distritos electorales estatales, 16 diputados son elegidos bajo el sistema de representación proporcional, de los cuales los diputados elegidos son los siguientes:
| Lista | Partido                      | Nombre | Distrito |
| 1     | Héctor Briones López         |        | XIII     |
| 2     | Manuel Braulio Martínez      |        | XVI      |
| 3     | Carolina Garza Guerra        |        | XVII     |
| 4     | Imelda Alejandro de la Garza |        | XXI      |
| 5     | José Luz Garza Garza         |        | XXII     |
| 6     | Gustavo Caballero Camargo    |        | I        |
| 7     | José Maíz García             |        | V        |
| 8     | César Serna de León          |        | VI       |
| 9     | José Guajardo Martínez       |        | XIV      |
| 10    | Daniel Torres Cantú          |        | XV       |
| 11    | José Isabel Meza Elizondo    |        | XIX      |
| 12    | María Dolores Leal Cantú     |        | XX       |
| 13    | Erick Ureña Frausto          |        | VII      |
| 14    | Eduardo Arguijo Baldenegro   |        | XX       |
| 15    | Guadalupe Rodríguez Martínez |        | II       |
| 16    | Gerardo García Elizondo      |        | XXIII    |